# Alte Post (Großräschen)
Die Alte Post, das ehemalige Kaiserliche Postamt, erbaut um 1892, ist ein historisches und seit 2009 ein denkmalgeschütztes Gebäude in der Bahnhofstraße 1 in der Nähe vom Bahnhof Großräschen, einer Kleinstadt im brandenburgischen Landkreis Oberspreewald-Lausitz in der Niederlausitz.

## Geschichte
Seit 1874 wurde im Bahnhofsgebäude eine Postagentur nebenbei vom Stationsvorsteher betrieben. Nach 1886 wurde der Postbetrieb von der Eisenbahn getrennt und zeitweise durch die lokale Kaufmannschaft betrieben. 1892 wurde ein vierachsiger Ziegelbau mit einer verschiedenfarbigen Fassade aus lokalen Ziegeleien vom Königl. Baurat Friedrich Eduard Hoffmann errichtet und als Postamt III. Klasse eröffnet. Noch vor dem Ersten Weltkrieg wurde der Postbau wegen der gestiegenen Anforderungen als Post- und Telegraphenamt um eine fünfte Achse erweitert.
Nach dem Ende des Zweiten Weltkriegs kam Großräschen zur Sowjetischen Besatzungszone. Wegen Fehlens gültiger Postwertzeichen im Postamt Großräschen wurden von Ende Juli bis September 1945 postalische Zettel (Großräschen-Zettel) (als Wertpaketzettel, Nachnahmezettel, Klebezettel für unzustellbare Sendungen etc.) verwendet. Die Wertangabe wurde handschriftlich eingesetzt. Dazu enthielten die Zettel einen Kurzschriftstempel mit dem Text „Schriftwechsel in deutscher Kurzschrift erwünscht“ als Schutz gegen Fälschungen.
Ohne größere Kriegsschäden konnte die Post jahrzehntelang das Postamt Großräschen mit der PLZ 7805 in diesem Gebäudekomplex betreiben. In den Jahren 1993/1994, als das Postamt von der ehemaligen Post der DDR an die Deutsche Bundespost übergegangen war, ließ diese das Bauwerk mit der Umsetzung der Verwaltungsreform der Deutschen Bundespost (die sich in Deutsche Post AG umbenannte) bis zum Februar 1999 bestehen.
Nach mehrjährigem Leerstand konnte das ehemalige Postgebäude seit 2004 nach umfangreichem Umbau und Renovierungen in ein Jugendhaus gewandelt werden.

## Gebäude
Um 1892 wurde in der Altstadt in der Bahnhofstraße ein neues Postgebäude errichtet. Es ist ein freistehender zweigeschossiger Ziegelbau mit Satteldach. Die Fassade enthält umlaufend und an den Türen und Fenstern stilistische Ornamente.